# دار أوبرا سيدني
دار أوبرا سيدني، (بالإنجليزية: Sydney Opera House)‏ في أستراليا مبنية من الخرسانة وكابلات فولاذية لمنع التشقق وهو من أجمل مسارح العالم وصممه المهندس الدنماركي يورن أوتزون في عام 1974 بتكلفة 100 مليون دولار.
بزغت فكرة بناء دار للأوبرا في ذهن أحد الموسيقيين البريطانيين المرموقين وهو Eugene Gossens والذي تعود أصول عائلته لبلجيكا. وتم دعم الفكرة من قبل السياسي Cahill وأستاذ كرسي العمارة بجامعة سيدني البروفسور Ingham Ashworth. وقد عمل الموسيقي المذكور بالولايات المتحدة الأمريكية في السابق واعتقد بفكرة أن دار الأوبرا ليست حكرا للنخبة من المجتمع بل يمكن أن تكون للعامة من الناس وأن تشكل محورا لاهتمامهم. وبدلاً من أن تكون الصالات صغيرة يمكن بناء دار للأوبرا لتتسع لأعداد تتراوح بين الثلاثة والأربعة آلاف. وبعد وصوله لأستراليا شغل هذا الموسيقي منصب مدير أوركسترا سيمفونية سيدني في العام 1946 وبدأ يعمل بمساعدة مؤيديه على تحقيق هذا الهدف.
وفي العام 1953 أعلن Cahill أن سيدني بحاجة إلى دار للأوبرا وأعلن عن اجتماع عام في العام 1954. وتم انتخاب لجنة في العام 1955 والتي اختارت الموقع المناسب لتصميم دار تحتوي صالتين تتسع إحداهما لـ 3500 شخص والأخرى تتسع 1200 شخص. وتم الإعلان عن مسابقة عالمية لتصميم دار للأوبرا وتم تعيين أربعة محكمين معماريين منهم Ashworth بالإضافة إلى Leslie Martin الذي صمم Royal Festival Hall بلندن وكذلك الأمريكي Saarinen. وقد كان الهدف من المسابقة اختيار المعماري والتصميم الفائز على حدٌ سواء.
وكان التركيز في التقييم على طبيعة معالجة القاعتين الأهم في المبنى كله واللتين تقام فيهما العروض الموسيقية. وكان التحدي في المسابقة هو تعدد الوظائف المطلوبة بالإضافة إلى القاعتين. فهناك قاعات اجتماعات وقاعة مراجعة وتسميع ومرافق ترفيهية كمطعم وأخرى صحية وخدمات. أما التحدي الأكبر فكان في إيجاد فراغ للقاعتين يتمتع بميزات الصوتيات ويراعيها لأهميتها في مبنى من هذا النوع. بمعنى أنه ليس جماليا كفراغ داخلي فحسب بل ويعمل على التقليل من مشاكل الصدى الصوتي مما قد يؤثر في العروض الموسيقية بدرجة كبيرة. وعلى الرغم من صعوبة المشروع فقد دخل المسابقة 933 معماري وشركة استشارية عالمية. إلا أن الذين قدموا المشاريع للمسابقة لم يزد عددهم عن 230 فقط. وبالنتيجة أعلن في العام 1957 أن المشروع الفائز بالمسابقة هو المقدم من قبل المعماري الدنماركي Jorn Utzon.
ومن المثير والطريف معا أن المشروع الفائز قد تم استبعاده في المرحلة الأولية للتقييم من قبل لجنة التحكيم إذ لم تكن الرسومات المقدمة مغرية، فقد كانت عبارة عن رسومات بسيطة وكروكيات أولية. ويحكى أن أحد أعضاء لجنة التحكيم جاء لأحد جلسات تقييم المشاريع المقدمة للمسابقة متأخرا فوقع بصره على كومة من المشاريع الملقاة جانبا والتي تم استبعادها من الجولة الأولى فلفتت هذه الرسومات الأولية البسيطة اهتمامه، فاستخرج المشروع من تلك الكومة وأعاد عرضه على اللجنة التي أوصت لاحقا بعد دراسة ملية أن هذا المشروع سيكون من أعظم المشاريع للقرن العشرين.
وهو ليس جماليا كفراغ داخلي فحسب بل ويعمل على التقليل من مشاكل الصدى الصوتي مما قد يؤثر في العروض الموسيقية بدرجة كبيرة.

## نبذة

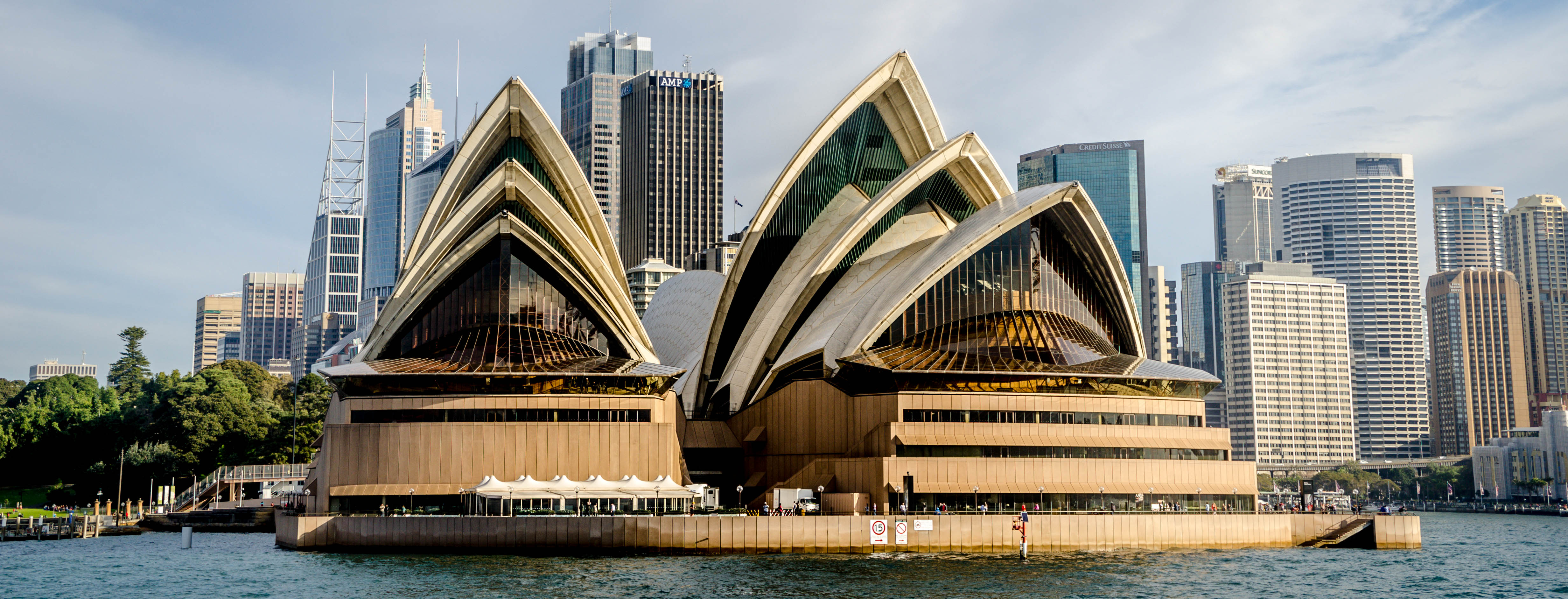
دار أوبرا سيدني

تعتبر دار أوبرا سيدني من أبرز العلامات الثقافية البارزة بها، وتم بناء المبنى من الخرسانة وكابلات فولاذية لمنع التشقق وهو من أجمل مسارح العالم، تم بدء البناء فيها عام 1958 وافتتحت يوم 20 أكتوبر 1973.
مبنى دار الأوبرا يشمل ثلاث مجموعات من الأصداف المتشابكة التي تؤوي قاعتي أداء رئيسيتين ومطعم. وتحيط بالبنية ممرات للمشاة، أوكلت لجنة تحكيم دولية، عام 1957 ، مهمة إنجاز مشروع دار الأوبرا في سيدني إلى المهندس المعماري الدانماركي جورن أوتزون ، وتعترف لجنة التراث العالمي من خلال إدراج هذا المبنى بدار الأوبرا في سيدني كصرح فني مفتوح أمام المجتمع ككل. يكون المعرض فرصة لجميع زائري الدار للتجول داخل المنحوتات وكأنك تسبح في بحر من الضوء والألوان الباهرة، حيث يمتد المعرض لمسافة ثلاثة وخمسين مترا وبارتفاع تسعة أمتار، محتويا على متاهة من الأنفاق والقباب المليئة بالألوان والأصوات.
ووفقا لتصريحات مصممى المنحوتات فإنها ستكون فرصة للتفاعل بين الناس، خاصة أنه من الممكن أن تقوم مجموعات بإجراء التجربة والمشاركة معا في التجول داخل المنحوتات، وقد تضل الطريق خلالها خاصة أن التصميمات لا تحتوي على أي دليل يقودك للخروج منها مباشرة مما يعني تجربة رائعة لأي شخص يرغب في خوضها بين الأضواء والألوان.

لقد تم بناء سقفها على هيئة شراعين متشابكين مما جعلها عملاً هندسيًا عالميًا متميزًا. وبإمكان دار الأوبرا هذه استيعاب أكثر من 6,600 من المشاهدين، وقاعاتها مخصصة لإقامة حفلات الموسيقى وكل من المعزوفات الكبيرة والصغيرة وعروض الأوبرا، والمسرحيات، والرقص الإيقاعي (الباليه)، والأفلام، والعزف المنفرد، وإقامة المعارض، والمناسبات.

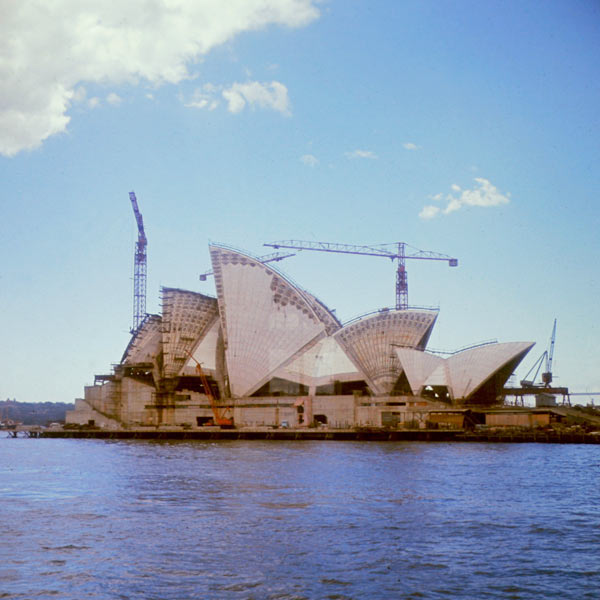
دار سيدني أثناء البناء سنة 1966
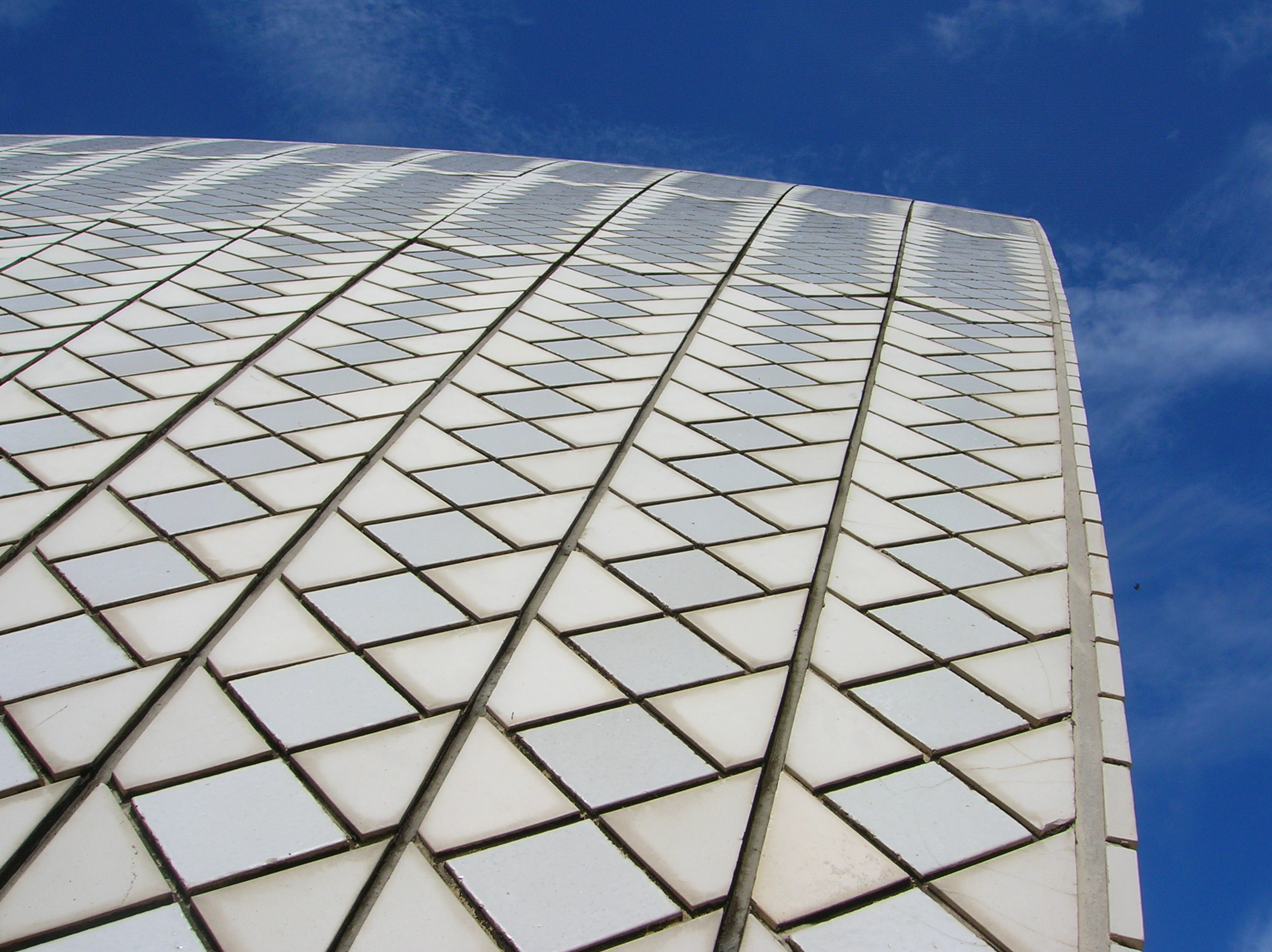
تركيب الجدار الخارجي
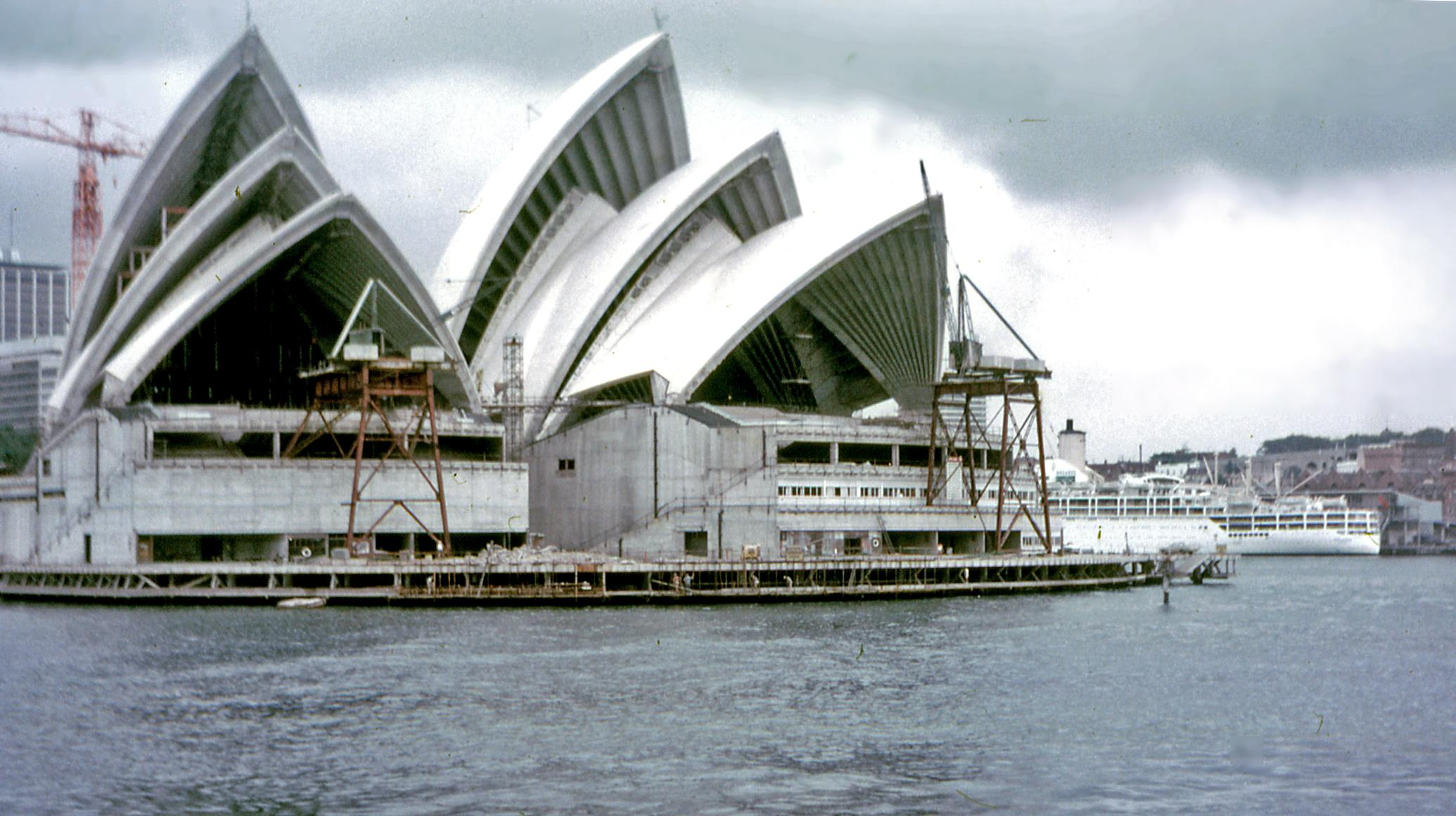
اثناء أعمال الإنشاء عام 1968

## وصلات خارجية
- الموقع الرسمي
- إدراج دار أوبرا سيدني على لائحة التراث العالمي - اليونيسكو
- صورة من عملية التشييد والبناء
- دار أوبرا سيدني على موقع معهد غوغل الثقافي (بالإنجليزية)
- مصادر بيبلوغرافية حول دار أوبرا سيدني (بالإنجليزية)